# Südlicher Husarenaffe
Der Südliche Husarenaffe (Erythrocebus baumstarki, im Engl.: Southern patas monkey) ist eine sehr seltene und vom Aussterben bedrohte Affenart aus der Familie der Meerkatzenverwandten, die heute noch in kleinen Restpopulationen im nordwestlichen Tansania vorkommt, früher aber ein größeres Verbreitungsgebiet besaß, das bis ins südliche Kenia reichte.

## Vorkommen
Ältere Berichte legen nahe, dass die Art nie eine hohe Population aufwies. Heute ist das Vorkommen auf drei nahezu voneinander isolierte Gebiete beschränkt. Das größte liegt am südwestlichen Teil des Serengeti-Nationalparks und reicht bis an den Victoriasee. Eine kleinere Population befindet sich ca. 40 km davon getrennt im Südwesten und liegt im westlichen Teil der Ngorongoro Conservation Area, nördlich des Lake Eyasi. Eine weitere Population liegt weitere ca. 70 km im Osten im Arusha-Nationalpark. Die geschätzte Anzahl der Tiere sank dabei von etwas weniger als 900 Tieren im Jahr 2009 auf nur noch 80 bis 200 Exemplare zur Jahreswende 2019/2020. Eine vierte Kilimandscharo-Population südwestlich des Bergmassives gilt inzwischen als erloschen.

## Beschreibung

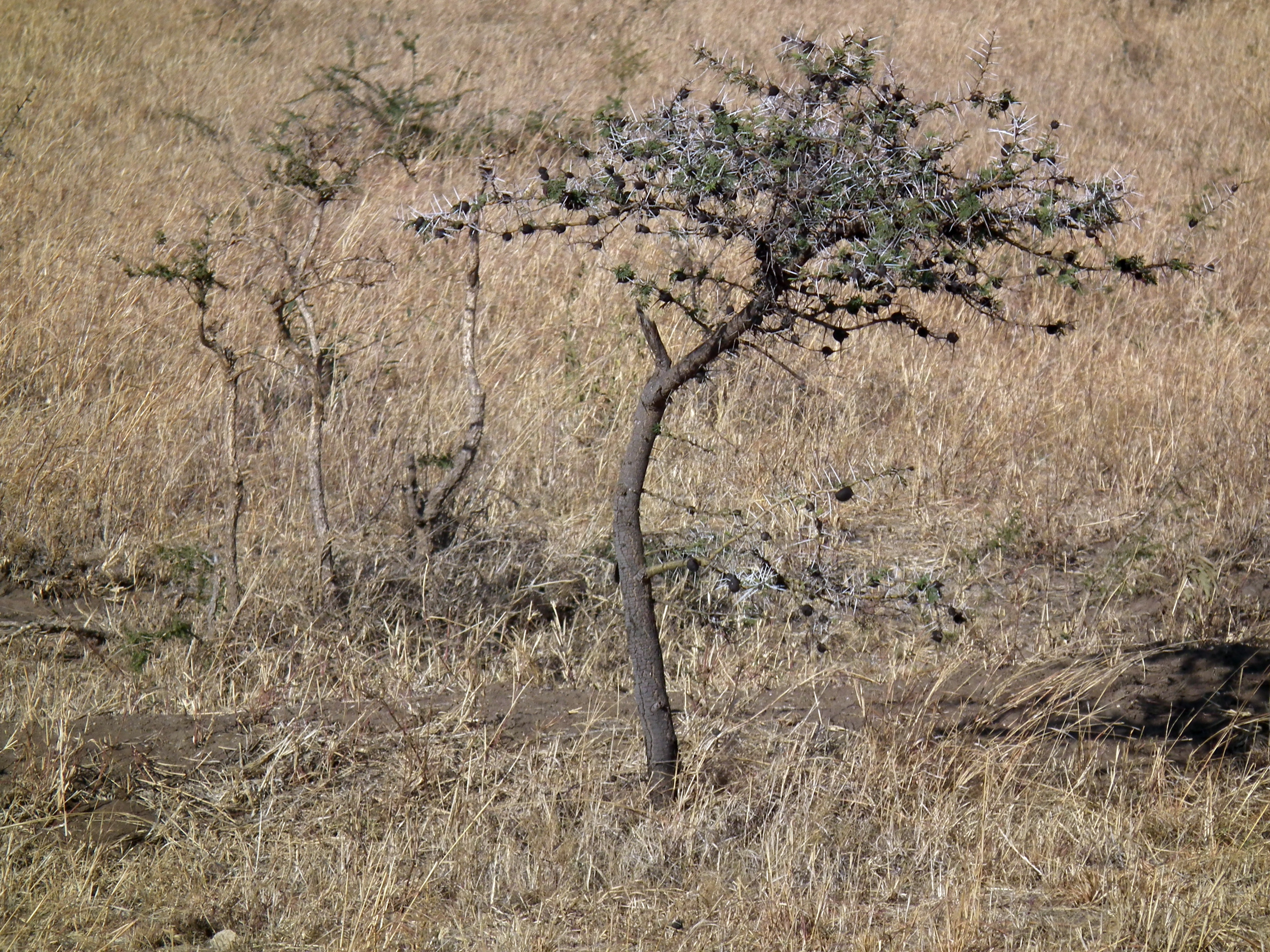
Flötenakazie in der Serengeti

Erythrocebus baumstarki

Link zum Bild

Die Affenart ist relativ groß, langbeinig und schlank. Das Gesicht ist im Unterschied zum Gesicht der Nominatform des gewöhnlichen Husarenaffen (Erythrocebus patas patas) schwarz, und im Unterschied zum Weißnasen-Husarenaffen (Erythrocebus patas pyrrhonotus) ist auch die Nase schwarz. Die Kopfoberseite ist weiß oder hell rötlich, der Rücken rotbraun, Schultern und die Außenseiten von Armen und Beinen sind schwärzlich bis dunkelgrau. Der Bauch und die Innenseiten von Armen und Beinen sind weiß. Es besteht ein deutlicher Geschlechtsdimorphismus. Weibchen sind heller gefärbt und erreichen ein Gewicht von 5,4 bis 8 kg, Männchen werden 5,4 bis 18 kg schwer.

## Lebensweise
Untersuchungen zur Lebensweise des Südlichen Husarenaffen wurden bisher kaum durchgeführt. Man nimmt an, dass sie am ehesten mit der des Weißnasen-Husarenaffen, der östlichen Unterart von E. patas, zu vergleichen ist. Der Südliche Husarenaffe kommt nur in Savannen mit Beständen der Flötenakazie (Acacia drepanolobium), seiner wichtigsten Nahrungspflanze, vor, die es in Regionen mit wasserspeichernden Vertisolböden, einer jährlichen Niederschlagsmenge von 400 bis 1400 mm und einer drei bis fünf Monate dauernden Trockenzeit gibt. Von der Flötenakazie nimmt er vor allem Pflanzensäfte auf. Zudem bricht er die verdickten Dornen der Akazie auf, um die in ihnen lebenden Ameisen der Gattung Crematogaster sowie ihre Larven und Eier zu fressen.

## Systematik
Die Affenart wurde 1906 von dem deutschen Zoologen Paul Matschie erstmals wissenschaftlich beschrieben und nach einem Oberstleutnant Baumstark benannt, der ein Fell und einen Schädel der Art in der Nähe von Ikoma gesammelt hatte. Nach einer 1927 veröffentlichten Revision der Gattung Erythrocebus durch den deutsch-amerikanischen Zoologen Ernst Schwarz wurde der Südliche Husarenaffe jedoch entweder als Synonym des Gewöhnlichen Husarenaffen (Erythrocebus patas) oder als Unterart dieser Art geführt. Aufgrund des von Erythrocebus patas isolierten Verbreitungsgebietes, die Distanz zwischen den Verbreitungsgebieten von E. patas und E. baumstarki beträgt gegenwärtig 300 km und lag auch in der Vergangenheit immer bei mindestens 100 km, und der abweichenden Färbung wurde E. baumstarki entsprechend dem phylogenetischen Artkonzept 2017, 2020 und 2021 wieder der Status einer eigenständigen Art verliehen. Das ehemals größere Verbreitungsgebiet des Südlichen Husarenaffen und das Verbreitungsgebiet des Weißnasen-Husarenaffen werden durch das auf dem Grund mit einer Durchschnittstemperatur von 35 °C sehr heiße Östliche Rift, die Aberdare Range, die Flüsse Athi und Galana und weitere geografische Barrieren voneinander isoliert, so dass kein genetischer Austausch stattfinden kann.

## Bedrohung
Der Südliche Husarenaffe ist unmittelbar vom Aussterben bedroht. Der Bestand wird 2021 auf 100 bis 200 Exemplare geschätzt, darunter nur noch 50 bis 100 ausgewachsene Tiere. Restpopulationen der Art wurden zwischen 2010 und 2021 in der westlichen Serengeti und den angrenzenden Schutzgebieten Grumeti, Ikona und Ikorongo sowie bei den Naibadad-Hills im westlichen Teil des Naturschutzgebietes Ngorongoro und im Burko Maasailand nordöstlich des Lake-Manyara-Nationalparks gesichtet. Das von den Affen besiedelte Restterritorium ist nur 2150 km² groß. Anfang des 20. Jahrhunderts umfasste das Verbreitungsgebiet der Tiere noch 66.000 km². Ein einzelnes Exemplar wurde 2015 im Masai-Mara-Naturschutzgebiet im südlichen Kenia gesehen.